# وليد الخطيب
وليد عبد الباري الخطيب (1370- 1446 هـ / 1951- 2024 م) داعية وشاعر سوري.

## سيرته
ولد وليد عبد الباري بن محمد صالح بن عمر الخطيب في مدينة بنش بمحافظة إدلب، يوم الخميس 26 ذي الحجة 1370هـ الموافق 27 سبتمبر (أيلول) 1951م. تلقَّى تعليمه في المدرسة الكلتاوية في حلب لمدة خمس سنوات تتلمذ فيها على عدد من المشايخ أمثال علاء الدين علايا ونذير حامد ومحمود فجال ودرس السادسة في المدرسة الشعبانية بحلب. ثم تابع دراسته الجامعية في كلية الشريعة بجامعة الأزهر الشريف بمصر.
عمل في التعليم والدعوة في مدارسَ ومساجد بمناطقَ متفرقة من سوريا، منها إدلب، وبَنِّش، ومَعَرَّة مصرين، ودركوش. ثم انتقل إلى الكويت عام 1979 فعمل إمامًا وخطيبًا في مساجدها، كما عمل في إدارة الإفتاء في وِزارة الأوقاف الكويتية أمينًا للسر في لجنة الأحوال الشخصية.

## شعره
كتب الخطيب الشِّعر ناقلًا هموم الأمة وآلامها، ونشرت بعض قصائده في مجلة الوعي الإسلامي ومجلة المجتمع الكويتية، وكذلك في معجم البابطين للشعراء المعاصرين، ونشر في ديوان الشهيد محمد الدرة قصيدته التي كانت بعنوان: انتفاضة القدس، وهو ديوان صادر عن مؤسسة جائزة عبد العزيز سعود البابطين للإبداع الشعري، 2001م.
ومن قصائده المنشورة في مجلة الوعي الإسلامي:
1. نصرت بالرعب،[5] العدد 449، 2003م.
2. رسول الحق،[6] العدد 488، 2006م.
3. الحرب على غزة، العدد 523، 2009م.
4. مجالس الأدب، العدد 540، 2010م.
5. في ذكرى مولد سيد الأكوان صلى الله عليه وسلم: رسول الله عذرًا، العدد 547، 2011م.
6. الحق أبلج، العدد 550، 2011م..

## أولاده
له من الأولاد عشر: خمس إناث، وخمسة ذكور هم: ضياء ومحمد وبراء وحذيفة وعبدالله، استشهد حذيفة مع بداية الثورة السورية، أما عبد الله فقد تخرج في كلية الإعلام عام 2016 حائزًا على المركز الأول في جامعة اليرموك الحكومية بمدينة إربد الأردنية.

## وفاته
صلى وليد الفجر في مسجده إمامًا وإثر عودته إلى بيته أصيب بجُلطة وتوفي في مكان إقامته بالكويت صبيحة يوم السبت 20 صفر 1446هـ الموافق لـ 24 أغسطس 2024م عن عمر يناهز الثالثة والسبعين.

## وصلات خارجية
- ديوان الشهيد محمد الدرة، ثلاث مجلدات.
- قصيدة "عذرًا رسول الله"، 5 نوفمبر 2020م.